# 過海隧道巴士178R線
過海特別路線178R，由九巴獨營，由中環渡輪碼頭／灣仔碼頭單向前往聯和墟，只於香港書展舉行期間之星期五及六晚上「夜書市」結束時提供服務。從會展開出後，取道紅磡海底隧道、獅子山隧道及吐露港公路直達粉嶺南（百和路）和上水（彩園邨 、天平邨），然後前往聯和墟。

## 歷史
- 2018年7月20日：178R線首次提供服務。
- 2019年7月19日：改由會議道近灣仔碼頭開出，開出後改經會議道西行、龍和道、分域碼頭街、告士打道及菲林明道返回會議道東行原線往落馬洲。
- 2021年7月16日：受新型冠狀病毒肺炎疫情影響，落馬洲封關，該年服務終點設於上水（彩蒲苑），而開車時間亦提早至22:55、23:25及23:45。
- 2022年7月22日：改為由菲林明道近萬麗海景酒店開出，終點設於聯和墟，繞經華明邨，並只開22:50一班。
- 2023年4月14日：增設中環海濱大型活動散場特別服務，由中環渡輪碼頭開往聯和墟。
- 2024年4月30日：
  - 修改北區行車走線，依沿有路線駛至吐露港公路後，改為先前往上水，再往粉嶺。
  - 增設免費轉乘北區區內線、76K、276B及N73線優惠。

## 服務時間及班次
- 此路線只在香港書展期間的星期五及星期六行走，由灣仔會展開：22:50

附註
- 巴士公司有可能因應乘客需求及書展開放時間而調整班次、提早頭班車時間及於其他日子提供額外服務。

## 收費
全程收費：$43.3
| - 本線設有12歲以下小童及65歲或以上長者半價優惠。 - 65歲或以上香港居民使用「樂悠咭」，以及12歲以下合資格殘疾兒童使用「殘疾人士身份」個人八達通繳付車資，均可享有每程$2.0或半價（以較低者為準）的票價優惠；12至64歲合資格殘疾人士使用「殘疾人士身份」個人八達通（包括「樂悠咭」），以及60至64歲香港居民使用「樂悠咭」繳付車資，均可享有每程$2.0或全費（以較低者為準）的票價優惠。 - 65歲或以上長者如使用長者或一般個人八達通繳付車資，則只可享有半價優惠；12至64歲合資格殘疾人士如不使用「殘疾人士身份」個人八達通，以及60至64歲人士如不使用「樂悠咭」繳付車資，必須繳付全費。 - 乘客可以現金或八達通於上車時付款，不設找續。 - 每位成人乘客可免費攜帶最多兩名4歲以下而不佔座位的兒童乘客乘車，超額之4歲以下小童必須繳付小童車費乘車。 - 持有「九巴月票」之乘客在車票有效期內，每日可享最多10程任何九龍巴士及龍運巴士路線（包括本路線，合資格車程只適用於九龍巴士／龍運巴士提供的班次；惟乘搭機場「A」及「NA」線則可享原價二七折優惠（不會計算每天10次合資格車程））；而B1線則可每日可享最多2程（不會計算每天10次合資格車程）。 - 九龍巴士、城巴、龍運巴士及陽光巴士全職員工及家屬（不包括外判職員）可免費乘搭本路線（陽光巴士員工及家屬只適用於九龍巴士提供的班次），惟必須拍職員或職員家屬八達通。 - 乘客亦可使用AlipayHK「易乘碼」、支付寶、WeChatHK／微信支付「搭車碼」、銀聯雲閃付「乘車碼」及BOC Pay「乘車碼」、具有感應式支付功能的JCB、卡美國運通、大來國際、Discover Card（只適用於九龍巴士／龍運巴士提供的班次）、VISA、Mastercard及銀聯卡，以及Apple Pay、Google Pay及Samsung Pay流動支付平台繳付車資。九巴班次的乘客使用上述付款方式，將只可享有與其他九巴路線／聯營路線九巴班次之轉乘優惠；城巴班次的乘客使用上述付款方式，將只可享有與其他城巴獨營路線或聯營線城巴班次之轉乘優惠。乘客亦不能享有「公共交通費用補貼計劃」及「長者及合資格殘疾人士公共交通票價優惠計劃」。 - 此路線不設分段收費。 |

## 行車路線

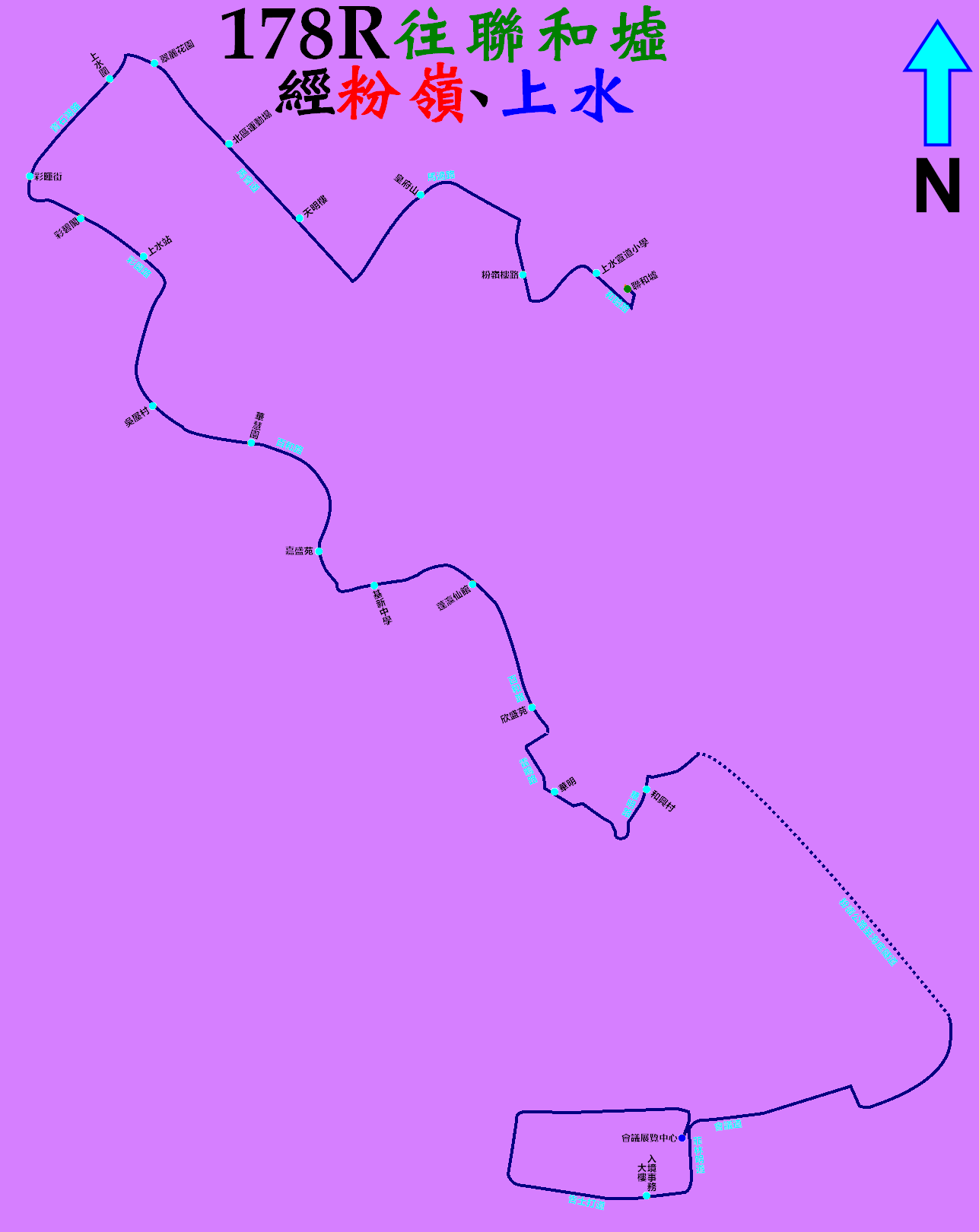
178R線的走線圖

經：會議道、龍和道、分域碼頭街、告士打道、菲林明道、鴻興道巴士專綫、海底隧道、康莊道、公主道、窩打老道、獅子山隧道、獅子山隧道公路、沙田路、大埔公路－沙田段、吐露港公路、粉嶺公路、支路、百和路、華明路、雷鳴路、華明巴士總站、雷鳴路、偉明街、百和路、彩園路、寶石湖路、馬會道、馬適路、粉嶺樓路、和睦路及聯安街。
中環渡輪碼頭班次，開出後經民光街、民耀街、龍和道，然後返回會議道後按原有路線行駛。

### 沿線車站
| #                                             | 中環渡輪碼頭     | 中環碼頭巴士總站     |
| #                                             | 龍和道           |                      |
| 1*                                            | 香港會議展覽中心 | 會議道               |
| 2*                                            | 入境事務大樓     | 告士打道             |
| 海底隧道至沙田路； 大埔公路－沙田段至粉嶺公路 |                  |                      |
| 3                                             | 上水站           | 彩園路               |
| 4                                             | 上水官立中學     | 百和路               |
| 5                                             | 欣翠花園         | 百和路               |
| 6                                             | 嘉盛苑           | 百和路               |
| 7                                             | 基新中學         | 百和路               |
| 8                                             | 粉嶺站           | 百和路               |
| 9                                             | 景盛苑           | 百和路               |
| 10                                            | 華心邨           | 百和路               |
| 11                                            | 塘坑             | 馬會道               |
| 12                                            | 粉嶺中心         | 新運路               |
| 13                                            | 粉嶺名都         | 新運路               |
| 14                                            | 粉嶺樓           | 沙頭角公路－龍躍頭段 |
| 15                                            | 聯和墟球場       | 沙頭角公路－龍躍頭段 |
| 16                                            | 聯和墟巴士總站   | 聯和墟巴士總站       |

有 # 號之車站祇限中環渡輪碼頭開出班次，不停靠有 * 號之車站。